# Chiren Heights
Die Chiren Heights (englisch; bulgarisch Чиренски възвишения Tschirenski waswischenija) sind ein vereister Höhenzug auf der Welingrad-Halbinsel an der Graham-Küste des Grahamlands auf der Antarktischen Halbinsel. Sie erstrecken sich in nordost-südwestlicher Ausrichtung über eine Länge von 21 km und einer Breite von 16 km zwischen der Barilari-Bucht und der Holtedahl Bay. Begrenzt werden sie vom Caulfeild-Gletscher im Süden, dem Simler-Schneefeld im Westen, dem Hoek-Gletscher im Nordwesten, dem Bilgeri-Gletscher im Norden und dem Weir-Gletscher im Osten. Zu ihnen gehört der Coblentz Peak am westlichen Ausläufer und der Mount Zdarsky im nordzentralen Teil.
Britische Wissenschaftler kartierten sie 1976. Die bulgarische Kommission für Antarktische Geographische Namen benannte sie 2010 nach der Ortschaft Tschiren im Nordwesten Bulgariens.